# Quốc lộ 1 (Hàn Quốc)
Quốc lộ 1 là một quốc lộ ở Hàn Quốc. Nó nối Mokpo, Jeolla Nam với thành phố Paju ở Gyeonggi-do. Trước đây còn là Bán đảo Triều Tiên, đường quốc lộ chạy cho đến Sinuiju, Pyongan Bắc, Triều Tiên ngày nay.